# Pyxidicula cruciata
Pyxidicula cruciata is een soort in de taxonomische indeling van de Amoebozoa. Deze micro-organismen hebben geen vaste vorm en hebben schijnvoetjes. Met deze schijnvoetjes kunnen ze voortbewegen en zich voeden. Het organisme komt uit het geslacht Pyxidicula en behoort tot de familie Arcellidae. Pyxidicula cruciata werd in 1841 ontdekt door Ehrenberg.